# Dutch Oven

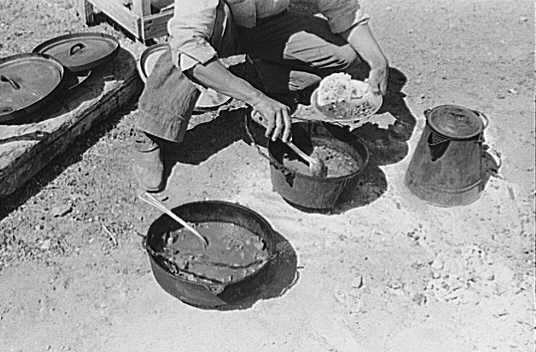
Cowboy beim Kochen mit dem Dutch Oven

Ein Dutch Oven, auch Feuertopf, Camp Oven, chuck wagon oven und Dopf genannt, ist ein dreibeiniger Topf aus Gusseisen, der aufgrund seiner drei Füße am Boden als Grapen direkt in ein offenes Feuer gestellt und mit einem passenden Deckel verschlossen werden kann.
Diese Form eines Grapens wurde von deutschsprachigen Auswanderern – dutch hießen niederdeutsch sprechende Niederländer wie Deutsche – in alle Welt exportiert, insbesondere in die Vereinigten Staaten, Südafrika sowie Australien. Die Bezeichnung oven (englisch für Ofen) rührt daher, dass in dem Topf beispielsweise auch Brot gebacken werden kann (Topfbrot). Die hierfür erforderliche hohe Temperatur liefert das offene Feuer; in der ersten Phase des Brotbackens wird der Topf geschlossen gehalten, wobei der aus dem Brotteig entweichende Wasserdampf unter einem schweren Deckel gestaut wird. Anschließend wird der Deckel abgenommen, der Dampf ausgeschwadet und das Brot offen zu Ende gebacken, wobei sich eine starke Kruste bilden kann.
Eine ähnliche Funktion hat der Sač des Balkans, der aber flacher gebaut ist und v. a. durch darauf gehäufte (Holz-)Kohle befeuert wird. Die Kokotte oder der Römertopf bringen ein ähnliches Kochprinzip in den modernen Backofen.

## Geschichte

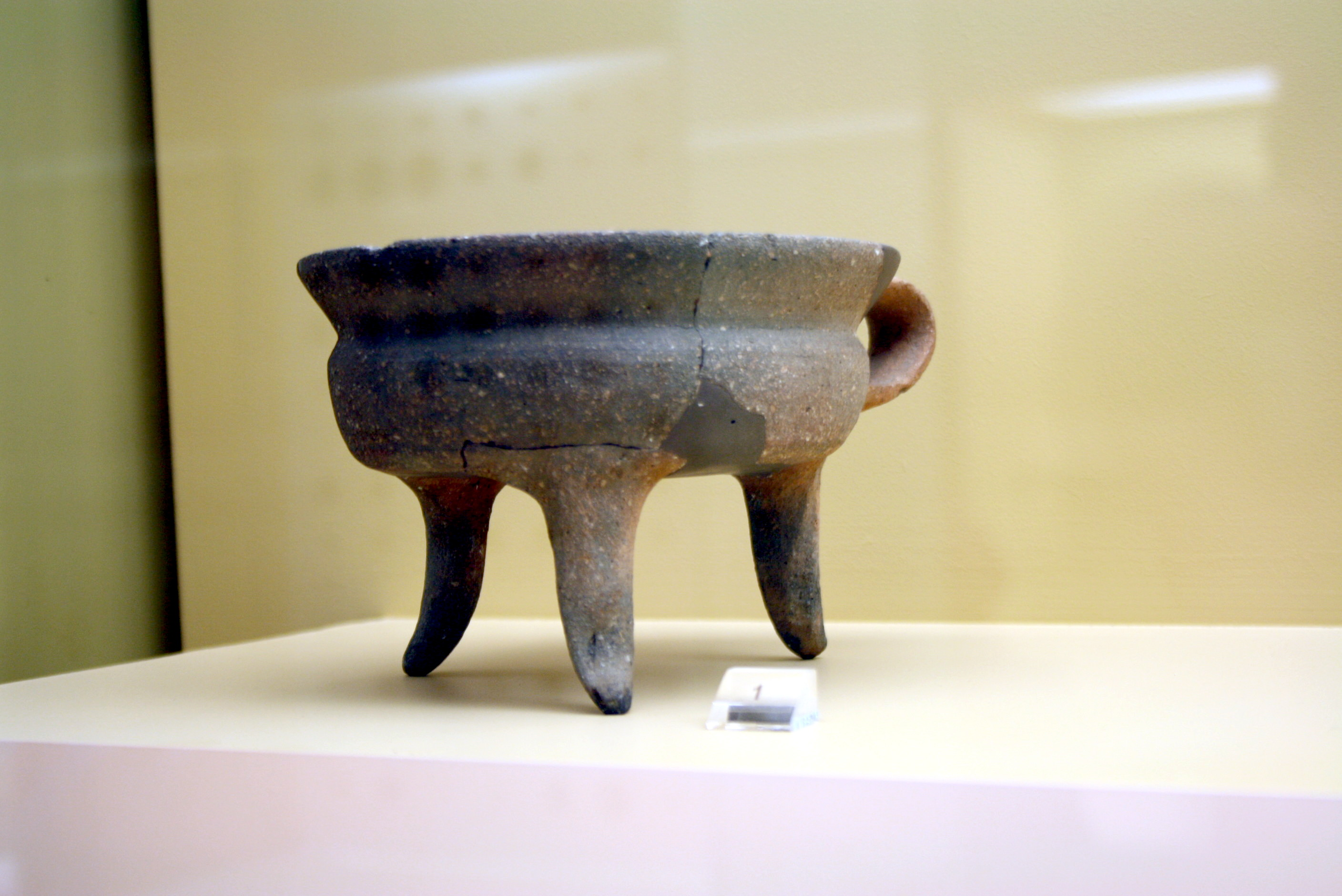
Griechischer Grapen aus dem 5. Jahrhundert v. Chr.

Mit der Erfindung der Töpferei ist der Einsatz tönernen Kochgeschirrs verbunden, so ein in Glut oder offenem Feuer verwendbarer Topf aus Ton. Versehen mit Standfüßen war er in Jütland bis ins 19. Jahrhundert als Jydepott in einer Form in Gebrauch, die sich nur wenig von mittelalterlichen, antiken oder vorgeschichtlichen Vorläufern unterschied. Diese keramischen Grapen konnten aufgrund ihrer drei tönernen Füße wackelfrei gestellt werden (siehe Dreifuß) – sei es direkt in ein offenes Feuer, über eine Feuerstelle oder auf einen Herd. Gleiches gilt für die stabileren Grapen aus Erz, zunächst aus Bronze gegossen, später verbreitet aus Gusseisen. Diese ehernen Gefäße dienten als Kochkessel oder, kombiniert mit schwerem metallischen Deckel, als eine Art Backofen.

## Verbreitung
In die USA kam der dutch oven mit europäischen Siedlern, wahrscheinlich aus den Niederlanden oder aus Deutschland; zu seinem frühen Verbreitungsgebiet gehörte jedenfalls das Siedlungsgebiet der Pennsylvania Dutch und anderer europäischer Kolonisten. In Südafrika heißt dieser Topf Potjie; er wurde dort im 19. Jahrhundert von niederländischen  Siedlern (Buren) eingeführt. Das typische Eintopfgericht, das darin zubereitet wird, wird in Südafrika als Potjiekos bezeichnet.

## Bauform und Verwendung
Es gab diesen Topf in verschiedenen Größen, wobei die größte Ausführung einen kleineren Topf aufnehmen konnte. Am verbreitetsten waren kleinere Ausführungen auf drei Füßen und mit einem fest schließenden Deckel, der einen hochgezogenen Rand hatte. Aufgrund dieser Bauform war es möglich, glühende Kohlen auf den Deckel zu legen, so dass der Topf von oben und unten beheizt werden konnte und sich die Hitze innen gleichmäßig verteilte. Durch die Dicke des Materials konnte die Wärme auch über einen langen Zeitraum gespeichert werden. Viele Modelle ließen sich auch an Haken über einer Feuerstelle aufhängen.
Im 19. Jahrhundert wurden in den USA auch dreibeinige Pfannen unter der Bezeichnung spider (Spinne) hergestellt. Mit der Einführung moderner Küchenherde und eingebauter Backöfen verloren diese Küchengeräte ihre Bedeutung.
Eine in verschiedenen Kulturräumen schon sehr lange verwendete Variante dieses Topfes ist der dreibeinige Grapen. Was heute allgemein als Dutch oven bezeichnet wird, entspricht in Aussehen und Funktion einem ganz normalen Bräter, abgesehen von der Deckelform. Heute wird der (dreibeinige) Dutch oven in Europa und in den USA vornehmlich als Kochgerät beim Camping und im Outdoor-Bereich verwendet, aber auch in Verwendung mit einem Elektroherd und Backofen. Eine besondere Bauform mit T-förmigen Füßen ist auch auf einem Grillrost nutzbar.
Um den Dutch Oven nicht zu schädigen und den Inhalt nicht zu stark zu erhitzen, wird Zubehör, wie ein Pfannenknecht oder ein Dreibein, eingesetzt. Ferner sind geeignete Handschuhe, Kohlezangen oder Deckelheber für die Verwendung notwendig.

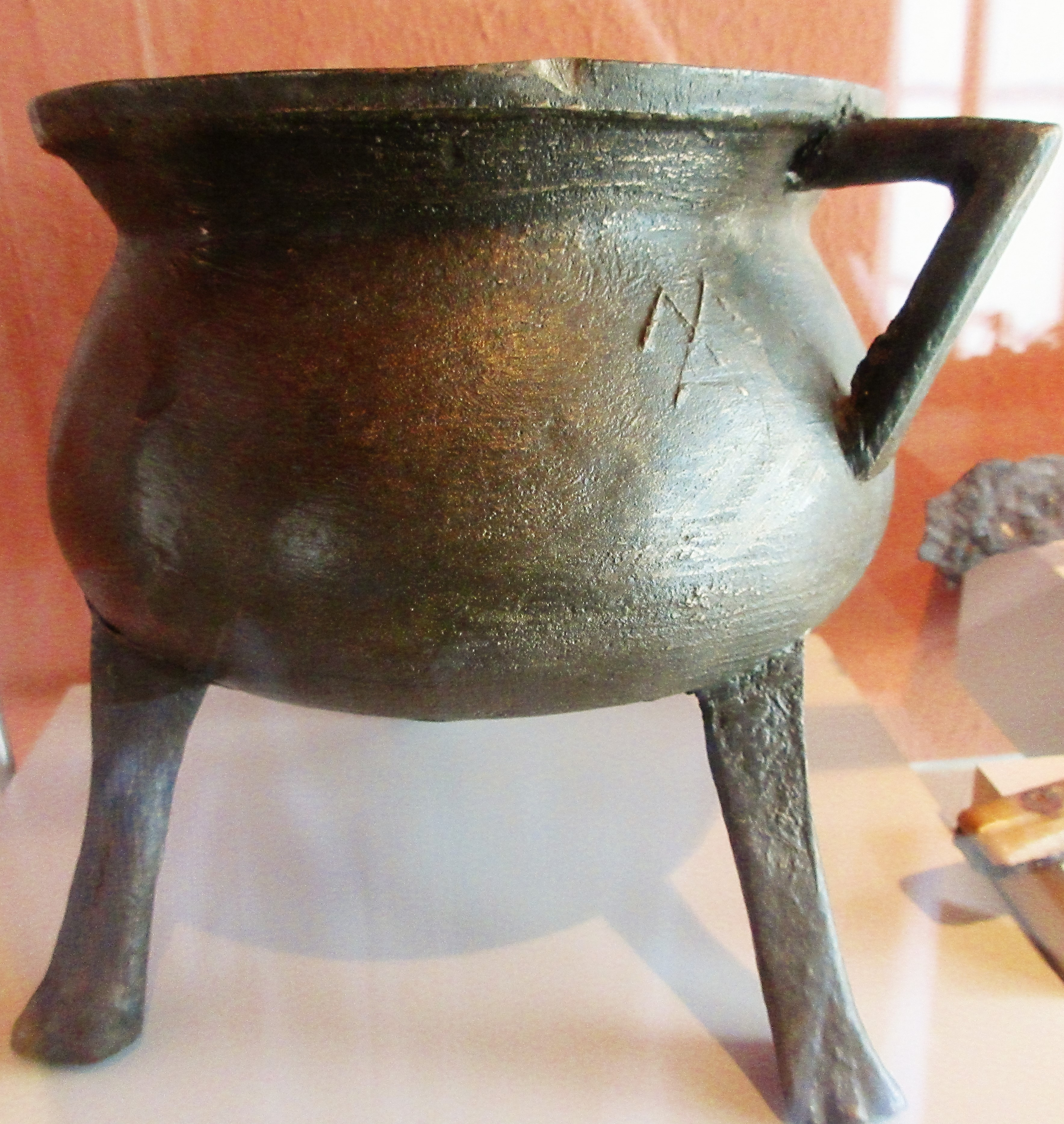
Grapen aus Bronze 15. Jahrhundert
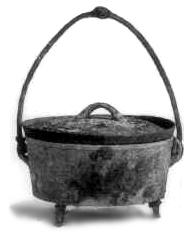
Dutch Oven um 1890
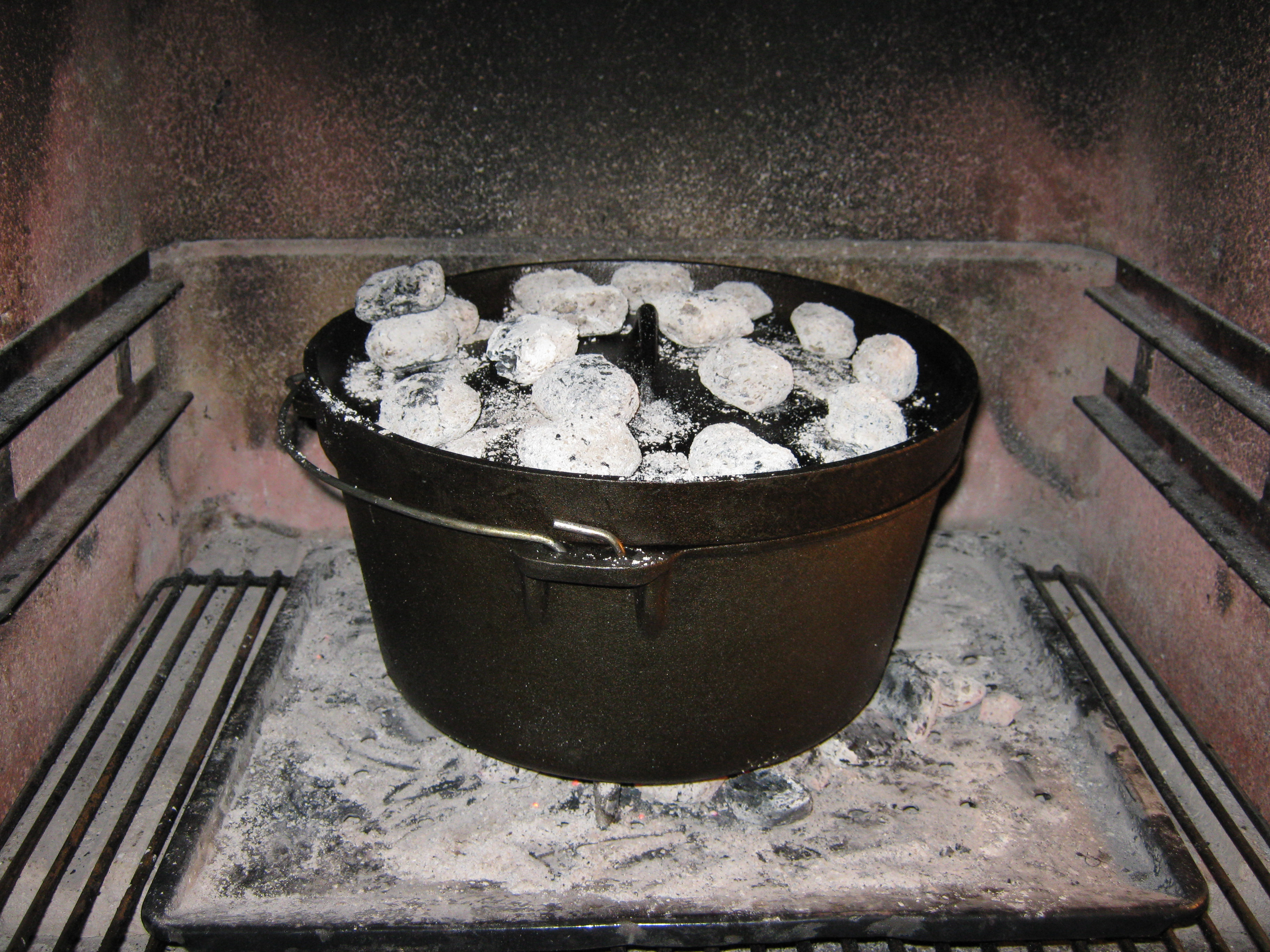
Dutch Oven mit Grillbriketts
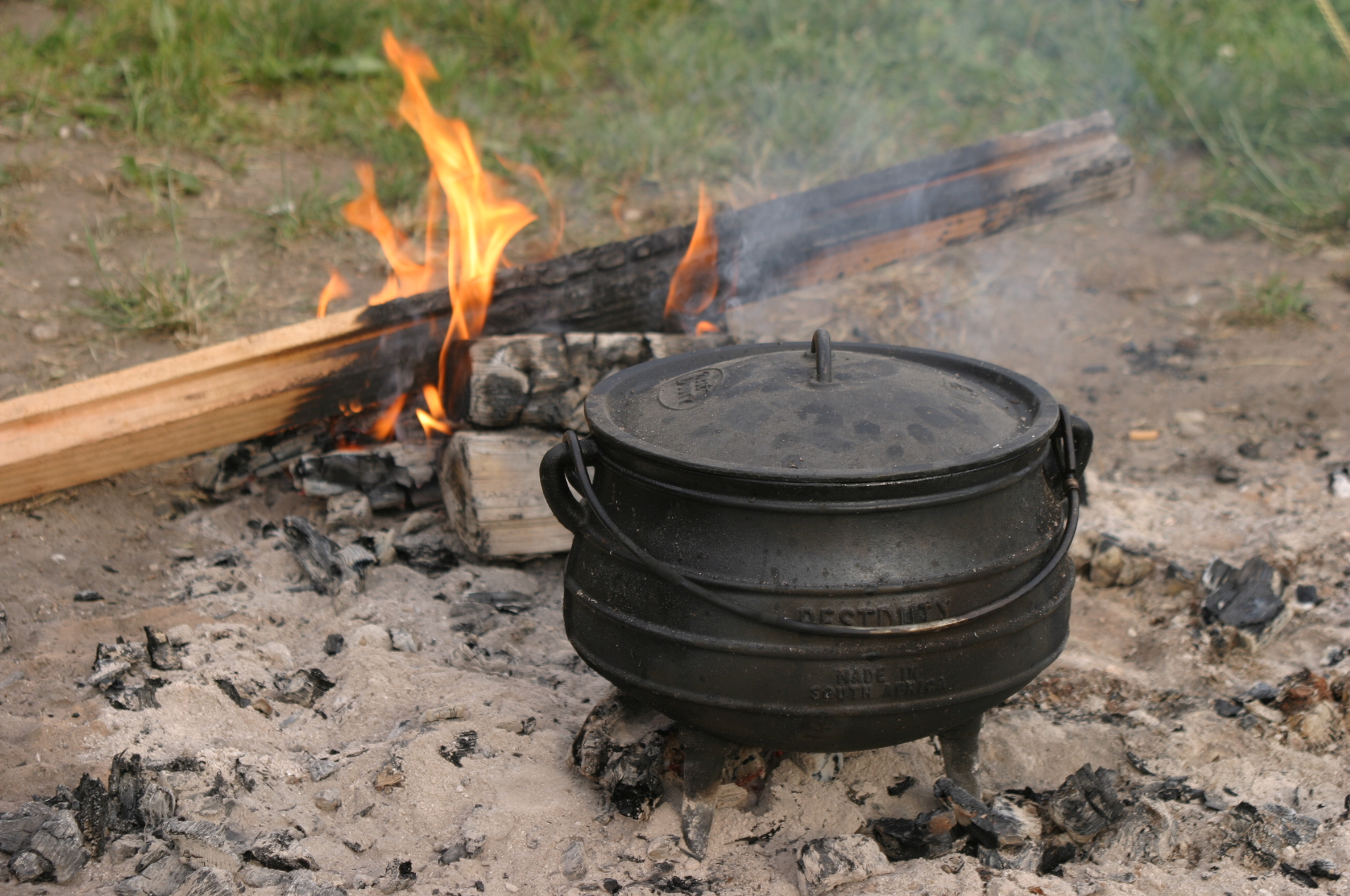
Potjie auf dem Feuer

## Quelle
- Andrew F. Smith: The Oxford Encyclopedia of Food and Drink in America. New York 2006; Artikel Dutch ovens